# Colacrète
Les colacrètes sont des magistrats financiers de la démocratie athénienne dans l'Antiquité. Ils sont tirés au sort parmi les citoyens siégeant à l'Ecclésia. Leur fonction est de prélever les frais de justice et de répartir les fonds pour l'entretien du culte à Athènes.
Ils reçoivent les présents faits aux rois et aux archontes en tant qu'honoraires.
En 411 av. J-C. Clisthène les remplace par les apodectes.